# Serromyia pacifica
Serromyia pacifica är en tvåvingeart som beskrevs av Remm 1991. Serromyia pacifica ingår i släktet Serromyia och familjen svidknott. Inga underarter finns listade i Catalogue of Life.